# Ругайский край
Ру́гайский край (латыш. Rugāju novads; латг. Ruguoju nūvods) — бывшая административно-территориальная единица на востоке Латвии, в историко-культурной области Латгалия. Край состоял из двух волостей, центром края являлось село Ругайи.
Край был образован 1 июля 2009 года из части расформированного Балвского района.
Площадь края составляла 512 км². Граничил с Гулбенским, Балвским и Лубанским краями.
В 2021 году в результате новой административно-территориальной реформы Ругайский край был упразднён, а обе волости края были включены в Балвский край.

## Население
По оценке на 1 января 2015 года, население края составляло 2266 постоянных жителей, на 1 января 2010 года — 2652 человека.

### Национальный состав
Национальный состав населения края по итогам переписи населения Латвии 2011 года:
| Национальность        | Численность, чел. (2011) | %        |
| --------------------- | ------------------------ | -------- |
| Латыши                | 2204                     | 93,27 %  |
| в том числе латгальцы | 1085                     | 45,92 %  |
| Русские               | 136                      | 5,76 %   |
| Украинцы              | 14                       | 0,59 %   |
| Белорусы              | 5                        | 0,21 %   |
| Поляки                | 2                        | 0,08 %   |
| Литовцы               | 1                        | 0,04 %   |
| Другие                | 1                        | 0,04 %   |
| всего                 | 2363                     | 100,00 % |

## Территориальное деление
- Лаздукалнская волость (латыш. Lazdukalna pagasts, центр — Бенислава)
- Ругайская волость (латыш. Rugāju pagasts, центр — Ругайи)